# Hyparrhenia dichroa
Hyparrhenia dichroa is een plantensoort uit de grassenfamilie (Poaceae). De soort komt voor in de tropische delen van westelijk Centraal-Afrika, Noordoost-Afrika, Oost-Afrika en ook in de zuidelijke delen van het Afrikaanse continent.